# Alexei Koșelev
Alexei Vasilievitsj Koșelev (ros. Кошелев Алексей Васильевич; ur. 19 listopada 1993 w Kiszyniowie) – mołdawski piłkarz występujący na pozycji bramkarza w greckim klubie Lamia oraz w reprezentacji Mołdawii.

## Kariera klubowa

### Saxan Ceadîr-Lunga
25 lipca 2014 podpisał kontrakt z klubem Saxan Ceadîr-Lunga. Zadebiutował 2 sierpnia 2014 w meczu Divizia Națională przeciwko Sheriffowi Tyraspol (1:1).

### FC Tiraspol
1 lutego 2015 przeszedł do drużyny FC Tiraspol. Zadebiutował 1 marca 2015 w meczu Divizia Națională przeciwko Saxan Ceadîr-Lunga (4:0).

### Sheriff Tyraspol
1 lipca 2015 podpisał kontrakt z zespołem Sheriff Tyraspol. Zadebiutował 25 czerwca 2015 w meczu o Superpuchar Mołdawii przeciwko Milsami Orgiejów (3:1) i zdobył trofeum. W Divizia Națională zadebiutował 25 lipca 2015 w meczu przeciwko Saxan Ceadîr-Lunga (2:0). W sezonie 2015/16 jego zespół zajął pierwsze miejsce w tabeli zdobywając mistrzostwo Mołdawii. W sezonie 2016/17 jego drużyna zdobyła mistrzostwo i Puchar Mołdawii.

### CSM Politehnica Jassy
1 lipca 2017 przeszedł do klubu CSM Politehnica Jassy. Zadebiutował 14 lipca 2017 w meczu Liga I przeciwko Universitatea Krajowa (2:0).

### Fortuna Sittard
10 lipca 2018 podpisał kontrakt z drużyną Fortuna Sittard. Zadebiutował 11 sierpnia 2018 w meczu Eredivisie przeciwko SBV Excelsior (1:1).

### Júbilo Iwata
1 marca 2021 przeszedł do zespołu Júbilo Iwata.

## Kariera reprezentacyjna

### Mołdawia U-21
W 2013 roku otrzymał powołanie do reprezentacji Mołdawii U-21. Zadebiutował 20 stycznia 2013 w meczu towarzyskim przeciwko reprezentacji Ukrainy U-21 (0:2).

### Mołdawia
W 2015 roku otrzymał powołanie do reprezentacji Mołdawii. Zadebiutował 9 października 2015 w meczu eliminacji do Mistrzostw Europy 2016 przeciwko reprezentacji Rosji (1:2).

## Statystyki

### Klubowe
(aktualne na dzień 27 marca 2021)
| Klub                  | Sezon              | Liga               | Liga  | Liga   | Puchar kraju | Puchar kraju | Inne  | Inne   | Suma  | Suma   |
| Klub                  | Sezon              | Liga               | Mecze | Bramki | Mecze        | Bramki       | Mecze | Bramki | Mecze | Bramki |
| --------------------- | ------------------ | ------------------ | ----- | ------ | ------------ | ------------ | ----- | ------ | ----- | ------ |
| Saxan Ceadîr-Lunga    | 2014/15            | Divizia Națională  | 10    | 0      | 0            | 0            | –     | –      | 10    | 0      |
| Saxan Ceadîr-Lunga    | Ogólnie            | Ogólnie            | 10    | 0      | 0            | 0            | 0     | 0      | 10    | 0      |
| FC Tiraspol           | 2014/15            | Divizia Națională  | 10    | 0      | 0            | 0            | –     | –      | 10    | 0      |
| FC Tiraspol           | Ogólnie            | Ogólnie            | 10    | 0      | 0            | 0            | 0     | 0      | 10    | 0      |
| Sheriff Tyraspol      | 2015/16            | Divizia Națională  | 25    | 0      | 1            | 0            | 1     | 0      | 27    | 0      |
| Sheriff Tyraspol      | 2016/17            | Divizia Națională  | 22    | 0      | 0            | 0            | 1     | 0      | 23    | 0      |
| Sheriff Tyraspol      | Ogólnie            | Ogólnie            | 47    | 0      | 1            | 0            | 2     | 0      | 50    | 0      |
| CSM Politehnica Jassy | 2017/18            | Liga I             | 14    | 0      | 1            | 0            | –     | –      | 15    | 0      |
| CSM Politehnica Jassy | Ogólnie            | Ogólnie            | 14    | 0      | 1            | 0            | 0     | 0      | 15    | 0      |
| Fortuna Sittard       | 2018/19            | Eredivisie         | 34    | 0      | 2            | 0            | –     | –      | 36    | 0      |
| Fortuna Sittard       | 2019/20            | Eredivisie         | 26    | 0      | 1            | 0            | –     | –      | 27    | 0      |
| Fortuna Sittard       | 2020/21            | Eredivisie         | 8     | 0      | 1            | 0            | –     | –      | 9     | 0      |
| Fortuna Sittard       | Ogólnie            | Ogólnie            | 68    | 0      | 4            | 0            | 0     | 0      | 72    | 0      |
| Ogólnie w karierze    | Ogólnie w karierze | Ogólnie w karierze | 149   | 0      | 6            | 0            | 2     | 0      | 157   | 0      |

### Reprezentacyjne
(aktualne na dzień 27 marca 2021)
| Reprezentacja | Rok     | Mecze | Bramki |
| ------------- | ------- | ----- | ------ |
| Mołdawia U-21 |         |       |        |
| 2013          | 9       | 0     |        |
| 2014          | 4       | 0     |        |
| Ogólnie       | Ogólnie | 13    | 0      |
| Mołdawia      |         |       |        |
| 2015          | 1       | 0     |        |
| 2017          | 2       | 0     |        |
| 2018          | 8       | 0     |        |
| 2019          | 10      | 0     |        |
| 2020          | 3       | 0     |        |
| Ogólnie       | Ogólnie | 24    | 0      |

| Mecze i gole w reprezentacji | Mecze i gole w reprezentacji | Mecze i gole w reprezentacji | Mecze i gole w reprezentacji | Mecze i gole w reprezentacji | Mecze i gole w reprezentacji | Mecze i gole w reprezentacji | Mecze i gole w reprezentacji |
| Mołdawia U-21                | Mołdawia U-21                | Mołdawia U-21                | Mołdawia U-21                | Mołdawia U-21                | Mołdawia U-21                | Mołdawia U-21                | Mołdawia U-21                |
| Lp.                          | Data                         | Miejsce                      | Gospodarz                    | Gość                         | Wynik                        | Gol                          | Rozgrywki                    |
| ---------------------------- | ---------------------------- | ---------------------------- | ---------------------------- | ---------------------------- | ---------------------------- | ---------------------------- | ---------------------------- |
| 1.                           | 20.01.2013                   | Petersburg                   | Mołdawia U-21                | Ukraina U-21                 | 0:2                          |                              | Mecz towarzyski              |
| 2.                           | 23.01.2013                   | Petersburg                   | Ukraina U-21                 | Mołdawia U-21                | 5:0                          |                              | Mecz towarzyski              |
| 3.                           | 22.03.2013                   | Llanelli                     | Walia U-21                   | Mołdawia U-21                | 1:0                          |                              | el. ME U-21 2015             |
| 4.                           | 11.06.2013                   | Serravalle                   | San Marino U-21              | Mołdawia U-21                | 0:3                          |                              | el. ME U-21 2015             |
| 5.                           | 05.09.2013                   | Reading                      | Anglia U-21                  | Mołdawia U-21                | 1:0                          |                              | el. ME U-21 2015             |
| 6.                           | 10.09.2013                   | Tyraspol                     | Mołdawia U-21                | Walia U-21                   | 0:0                          |                              | el. ME U-21 2015             |
| 7.                           | 15.10.2013                   | Tyraspol                     | Mołdawia U-21                | Finlandia U-21               | 1:0                          |                              | el. ME U-21 2015             |
| 8.                           | 15.11.2013                   | Tyraspol                     | Mołdawia U-21                | San Marino U-21              | 2:0                          |                              | el. ME U-21 2015             |
| 9.                           | 19.11.2013                   | Tyraspol                     | Mołdawia U-21                | Litwa U-21                   | 3:0                          |                              | el. ME U-21 2015             |
| 10.                          | 01.06.2014                   | Kouvola                      | Finlandia U-21               | Mołdawia U-21                | 1:0                          |                              | el. ME U-21 2015             |
| 11.                          | 05.06.2014                   | Wilno                        | Litwa U-21                   | Mołdawia U-21                | 0:3                          |                              | el. ME U-21 2015             |
| 12.                          | 13.08.2014                   | Tyraspol                     | Mołdawia U-21                | Białoruś U-21                | 1:0                          |                              | Mecz towarzyski              |
| 13.                          | 09.09.2014                   | Tyraspol                     | Mołdawia U-21                | Anglia U-21                  | 0:3                          |                              | el. ME U-21 2015             |
| Mołdawia                     |                              |                              |                              |                              |                              |                              |                              |
| Lp.                          | Data                         | Miejsce                      | Gospodarz                    | Gość                         | Wynik                        | Gol                          | Rozgrywki                    |
| 1.                           | 09.10.2015                   | Kiszyniów                    | Mołdawia                     | Rosja                        | 1:2                          |                              | el. ME 2016                  |
| 2.                           | 17.01.2017                   | Doha                         | Katar                        | Mołdawia                     | 1:1                          |                              | Mecz towarzyski              |
| 3.                           | 19.03.2017                   | Serravalle                   | San Marino                   | Mołdawia                     | 0:2                          |                              | Mecz towarzyski              |
| 4.                           | 27.03.2018                   | Beauvais                     | Wybrzeże Kości Słoniowej     | Mołdawia                     | 2:1                          |                              | Mecz towarzyski              |
| 5.                           | 04.06.2018                   | Kematen in Tirol             | Mołdawia                     | Armenia                      | 0:0                          |                              | Mecz towarzyski              |
| 6.                           | 08.09.2018                   | Luksemburg                   | Luksemburg                   | Mołdawia                     | 4:0                          |                              | LN 2018/2019                 |
| 7.                           | 11.09.2018                   | Kiszyniów                    | Mołdawia                     | Białoruś                     | 0:0                          |                              | LN 2018/2019                 |
| 8.                           | 12.10.2018                   | Kiszyniów                    | Mołdawia                     | San Marino                   | 2:0                          |                              | LN 2018/2019                 |
| 9.                           | 15.10.2018                   | Mińsk                        | Białoruś                     | Mołdawia                     | 0:0                          |                              | LN 2018/2019                 |
| 10.                          | 15.11.2018                   | Serravalle                   | San Marino                   | Mołdawia                     | 0:1                          |                              | LN 2018/2019                 |
| 11.                          | 18.11.2018                   | Kiszyniów                    | Mołdawia                     | Luksemburg                   | 1:1                          |                              | LN 2018/2019                 |
| 12.                          | 22.03.2019                   | Kiszyniów                    | Mołdawia                     | Francja                      | 1:4                          |                              | el. ME 2020                  |
| 13.                          | 25.03.2019                   | Eskişehir                    | Turcja                       | Mołdawia                     | 4:0                          |                              | el. ME 2020                  |
| 14.                          | 08.06.2019                   | Kiszyniów                    | Mołdawia                     | Andora                       | 1:0                          |                              | el. ME 2020                  |
| 15.                          | 11.06.2019                   | Elbasan                      | Albania                      | Mołdawia                     | 2:0                          |                              | el. ME 2020                  |
| 16.                          | 07.09.2019                   | Reykjavík                    | Islandia                     | Mołdawia                     | 3:0                          |                              | el. ME 2020                  |
| 17.                          | 10.09.2019                   | Kiszyniów                    | Mołdawia                     | Turcja                       | 0:4                          |                              | el. ME 2020                  |
| 18.                          | 11.10.2019                   | Andora                       | Andora                       | Mołdawia                     | 1:0                          |                              | el. ME 2020                  |
| 19.                          | 14.10.2019                   | Kiszyniów                    | Mołdawia                     | Albania                      | 0:4                          |                              | el. ME 2020                  |
| 20.                          | 14.11.2019                   | Saint-Denis                  | Francja                      | Mołdawia                     | 2:1                          |                              | el. ME 2020                  |
| 21.                          | 17.11.2019                   | Kiszyniów                    | Mołdawia                     | Islandia                     | 1:2                          |                              | el. ME 2020                  |
| 22.                          | 03.09.2020                   | Parma                        | Mołdawia                     | Kosowo                       | 1:1                          |                              | LN 2020/2021                 |
| 23.                          | 06.09.2020                   | Lublana                      | Słowenia                     | Mołdawia                     | 1:0                          |                              | LN 2020/2021                 |
| 24.                          | 07.10.2020                   | Florencja                    | Włochy                       | Mołdawia                     | 6:0                          |                              | Mecz towarzyski              |

## Sukcesy

### Sheriff Tyraspol
- Superpuchar Mołdawii (2×): 2015, 2016
- Mistrzostwo Mołdawii (2×): 2015/2016, 2016/2017
- Puchar Mołdawii (1×): 2016/2017